# Rio Itamirim
Rio Itamirim är ett periodiskt vattendrag i Brasilien.   Det ligger i delstaten Sergipe, i den östra delen av landet, 1 200 km öster om huvudstaden Brasília.
Omgivningarna runt Rio Itamirim är en mosaik av jordbruksmark och naturlig växtlighet.